# 55-я армия (СССР)
55-я армия (55 А) — оперативное войсковое объединение (общевойсковая армия) в составе Вооружённых Сил СССР во время Великой Отечественной войны.

## Формирование
Управление 55-й армии сформировано 1 сентября 1941 года по директиве Ставки ГК от 15 июля 1941 года на базе штаба 19-го стрелкового корпуса и оперативной группы генерал-майора И. Г. Лазарева в составе Ленинградского фронта в районе Пушкина — Павловска — Колпино. Первоначально в армию вошли 1-я и 4-я дивизии народного ополчения, 70-я стрелковая дивизия, 90-я стрелковая дивизия, 168-я стрелковая дивизия, 237-я стрелковая дивизия, Слуцко-Колпинский укреплённый район и иные части

## Боевой путь
В составе действующей армии с 1 сентября 1941 года по 25 декабря 1943 года

### 1941—1943 годы
Армия по формировании развернулась на рубеже от Красногвардейска на восток по реке Ижора, передовыми частями своего левого фланга удерживая плацдарм на южном берегу реки восточнее Красногвардейска, затем по течению реки до населённого пункта Ям-Ижоры, а от неё на восток до реки Тосна и её устья. На 2 сентября 1941 года разграничительная линия справа с 42-й армией была установлена по линии Купчино — Пулково — Кюльмя — Пустошка, слева с 48-й армией по линии Отрадное — Тосно — Любань (впрочем последняя существовала лишь номинально, поскольку 48-я армия фактически представляла собой на тот момент совокупность разрозненных остатков соединений). При формировании армия была малочисленной и насчитывала в своём составе не более 10 тысяч человек.
По развёртывании армия немедленно приступила к контратакующим действиям южнее Колпино, поскольку там практически беспрепятственно от Тосно на Ленинград продвигался 28-й армейский корпус, 29 августа 1941 года подошедший к Колпино и уже 30 августа 1941 года своим правым флангом вышедший на Неву в районе Ивановского. Настойчивые контратаки 4-й ополченческой и особенно 168-й стрелковой дивизии, в полном порядке переброшенной с северного берега Ладоги, на районе Саблино — Тосно, заставили немецкие войска приостановить наступление на левом фланге армии, что в свою очередь позволило усовершенствовать оборону на Слуцко-Колпинском укреплённом рубеже.. К 5 сентября 1941 года силы армии значительно истощились и наступательные действия во всей полосе армии были приостановлены. С 8 сентября 1941 года, с возобновлением немецкого наступления, части правого фланга армии были вынуждены отступать из района восточнее Красногвардейска, к Пушкину и ещё севернее его, где в конечном итоге фронт после оставления Пушкина 18 сентября 1941 года стабилизировался; на левом же фланге армия так и занимала позиции под Колпино. На 10 сентября 1941 года армия ведёт бои у населённых пунктов Виркино, Большое Куштинское, Михайловка, Ладога, Новолисино, Пабузи, Сусанино, в этот же день отбивает сильный удар противника на Фёдоровское. На 16 сентября 1941 года имеет задачу не допустить прорыва противника в направлении Александровка, Шушары и вдоль Московского шоссе, имея справа от себя части 42-й армии с границей у Пулково, а левым флангом упираясь в Неву севернее Ивановского  и гранича с войсками Невской оперативной группы. В ожесточённых боях только сентября 1941 года армия потеряла 17 194 человека. К середине сентября 1941 года фронт стабилизировался во всей полосе армии на участке Верхнее Кузьмино — Большое Кузьмино — Путролово — Новая и с небольшими изменениями, армия занимает его весь период своего существования, постоянно в течение 1941—1943 года ведя бои.
Камнем преткновения для армии стал подготовленный ещё летом 2-й противотанковый ров, проходящий от посёлка Ям-Ижора, пересекающий Октябрьскую железную дорогу и за зданием завода «Ленспиртстрой» выходящий на Неву. Практически все события первого года войны в армии связаны со штурмом этого рва, взятого и укреплённого противником.
С 1 октября 1941 года части армии переходят в наступление с задачей «внезапной атакой левым крылом, вводом в бой свежих 125 и 268 сд со средствами усиления при поддержке фронтовой авиации нанести удар в общем направлении Колпино, Ульяновка, Любань с ближайшей задачей овладеть рубежом Чёрная Речка, Саблино, не давая противнику возможности произвести перегруппировку. В дальнейшем наступать в направлении Ульяновка, Тосно и совместными действиями с 54-й армией, наступающей с востока, окружить и уничтожить мгинскую группировку немцев.» Но армия не сумела выполнить столь широкомасштабных задач, оставшись по сути на исходных позициях, бесконечно бросая в атаку всё новые и новые соединения. За октябрь 1941 года потери армии составили 17 235 человек.
Новая попытка наступления была предпринята в начале ноября 1941 года с задачей очистить западный берег реки Тосна и в дальнейшем, захватив переправы через реку, наступать в направлении Мги на соединение с 8-й и 54-й армиями. И опять попытка наступления оказалась неудачной. С 25 ноября 1941 года армия вновь в наступлении, штурмует 2-й противотанковый ров. Только к 7 декабря 1941 года армия сумела отвоевать всего 480 метров рва, который затем переходил из руки в руки. За ноябрь 1941 года потери армии составили более 20 тысяч человек. Так, например, по донесению 268-й стрелковой дивизии от 1 декабря 1941 года: «В дивизии осталось 138 человек. Боевых действий дивизия вести не может». Однако бои за ров продолжались.
С 20 декабря 1941 года армия переходит во вспомогательное наступление с задачей овладеть посёлком Красным Бором и станцией Ульяновка, а затем продвигаться на Тосно, навстречу войскам, которые наступали с востока, к реке Волхов и, по замыслу операции, далее. Однако в ходе жесточайших боёв армия сумела только занять участок рва от железной дороги до Ям-Ижоры и вышла на подступы к Красному Бору. О дальнейшем наступлении не могло идти речи, поскольку потери армии были огромны: только за последнюю декаду декабря 1941 года армия потеряла 25 234 человека.
Однако армия постоянно пополнялась, и в первой декаде января 1942 года имела в наличии 56 545 человек (при средней укомплектованности дивизии в 5086 человек), 72 танка и 1719 орудий, из них 410 калибром 76,2 мм и выше, являясь таким образом самым сильным войсковым соединением на Ленинградском фронте. Армия приняла участие и в Любанской операции, с начала января 1942 года наступая навстречу войскам 54-й армии, однако безрезультатно, при этом понеся немалые потери. Некоторые соединения армии, войдя в созданный прорыв, были отрезаны от своих и полностью уничтожены.
Армия в период с 23 июля по 4 августа 1942 года провела ряд частных атак противника в районе Колпино, Путролово, и несколько улучшила позиции, выбив противника из опорного пункта Путролово и ещё более мощного опорного пункта Ям-Ижора. 15-17 августа 1942 года армия проводит отвлекающие удары на своём правом фланге в долине речки Большая Ижорка, начав таким образом Усть-Тосненскую операцию. С 19 августа 1942 года соединения армии участвуют в Усть-Тосненской десантной операции, в результате которой противник был выбит из Ивановского и там был создан плацдарм на реке Тосна. Тяжелейшие бои на плацдарме продолжались до 9 сентября 1942 года, в результате плацдарм и половина Ивановского были сохранены и в дальнейшем оставались за советскими войсками вплоть до окончания блокады. Однако потери войск армии в операции по захвату и расширению плацдарма были велики (по немецким оценкам 20800 человек). Только за три дня боёв с 6 по 9 сентября 1942 года на плацдарме армия потеряла убитыми и ранеными 3800 человек.
С 26 сентября 1942 года армия наносит отвлекающий (от переправы на второй Невский пятачок) удар силами 136-й дивизии
В начале февраля 1943 года армия была значительно пополнена и насыщена артиллерией (смотри главу «Подчинение по месяцам») и с 10 февраля 1943 года приступила к проведению Красноборской операции. Переда армией стояла задача наступления из района Колпино, прорывая оборону противника на участке Старая Мыза, Чернышево, в общем направлении на Красный Бор и Ульяновку, с тем, чтобы встретиться южнее Мги с наступающей с востока из района Макарьевской Пустыни — Смердыни 54-й армией и тем самым отрезать группировку противника, обороняющуюся в районе Мга — Синявино
В первый день наступления соединения армии прорвали оборону 250-й испанской и 4-й полицейской дивизии СС и продвинулись в глубину обороны противника на расстояние до пяти километров. Однако немецкое командование подтянуло резервы (212-я пехотная дивизия, «Фламандский легион», 2-я моторизованная бригада СС) и наступление войск армии постепенно было остановлено. Армии, с большими потерями, удалось частично занять Красный Бор. С 13 февраля 1943 года наступление войск армии было возобновлено, но противник перебросил в полосу наступления армии новые резервы в виде отдельных частей 96-й, 121-й, 11-й, 21-й, 227-й дивизий и армия далеко продвинуться не смогла. К концу февраля 1943 года армия сумела расширить прорыв вдоль железной дороги Москва — Ленинград до 14 километров в ширину, при тех же пяти километрах в глубину, при этом освободив Красный Бор, Старую Мызу, Чернышево. С 19 марта 1943 года армия вновь предприняла попытку наступления на красноборском направлении, теперь уже навстречу 8-й армии, наступавшей на Карбусель, но не сумела продвинуться вообще и 22 марта 1943 года, прекратив наступление, закрепилась на достигнутых рубежах до 1944 года.
В августе 1943 года содействовала войскам фронта в ходе Мгинской операции, но не добилась практически никаких результатов. 25 декабря 1943 года армия была объединена с 67-й армией, а её полевое управление переименовано в полевое управление 67-й армии.

## Командование

### Командующие армией
- генерал-майор танковых войск Лазарев, Иван Гаврилович (с 01.09.1941 по 17.11.1941);
- генерал-майор артиллерии, с 30.08.1943 генерал-лейтенант Свиридов, Владимир Петрович (с 17.11.1941 по 15.12.1943);

### Члены Военного совета армии
- дивизионный комиссар Горохов, Пётр Иванович (с 01.10.1941 по 25.12.1941);
- бригадный комиссар Курочкин, Константин Трофимович (с 25.12.1941 по 01.10.1942);
- дивизионный комиссар, с 06.12.1942 генерал-майор Романов, Георгий Павлович (с 01.10.1942 по 25.12.1943);

### Начальники штаба армии
- генерал-майор Крылов, Владимир Алексеевич (с 26.09.1941 по 21.11.1941);
- генерал-майор Буховец, Георгий Клементьевич (с 21.11.1941 по 28.01.1942);
- генерал-майор Любовцев, Илья Михайлович (с 28.01.1942 по 07.04.1942);
- генерал-майор Цветков, Александр Семёнович (с 07.04.1942 по 06.1942);
- подполковник Кузьмин, Дмитрий Наумович (с 06.1942 по 07.1942);
- генерал-майор Цветков, Александр Семёнович (с 07.1942 по 25.12.1943)

### Члены Военного совета армии по хозяйству
- полковник Смирнов, Иван Емельянович (с 1942 по ноябрь 1943 года)

### Заместители командующего, начальники инженерных войск армии
- Кияшко, Фома Михайлович, генерал-майор, с июля 1942 года по сентябрь 1943 года

### Командующий ВВС
- генерал-майор Некрасов, Александр Петрович (с 5 марта 1942 до февраля 1943 года)

## Боевой состав
В различное время в состав армии входили:
| Стрелковые соединения и части | Стрелковые соединения и части | Стрелковые соединения и части                           | Стрелковые соединения и части |
| Корпуса                       | Дивизии | Бригады                                                 | Иные части |
| ----------------------------- | --- | ------------------------------------------------------- | --- |
|                               | 45, 63 гвардейские, 11, 13, 43, 46, 56, 70, 72, 85, 86, 90, 125, 131, 136, 168, 177, 189, 224, 237, 268, 291 стрелковые, 1, 4 народного ополчения | 11, 56, 250 стрелковые, 34, 35 лыжные, 7 морской пехоты | Слуцко-Колпинский, 14, 29, 74 укрепрайоны, 2-й стрелковый полк, 33, 261, 267, 283, 289, 290 пулемётно-артиллерийские батальоны, 39 противотанковый батальон |

| Артиллерийские дивизии и бригады  | Артиллерийские дивизии и бригады | Артиллерийские дивизии и бригады | Артиллерийские дивизии и бригады | Артиллерийские дивизии и бригады | Артиллерийские дивизии и бригады |  |
| Дивизии                           | Лёгкие и противотанковые бригады | Гаубичные бригады                | Пушечные бригады                 | Миномётные бригады               | Миномётные РС бригады            |  |
| --------------------------------- | -------------------------------- | -------------------------------- | -------------------------------- | -------------------------------- | -------------------------------- |  |
| 18, 28 артиллерийские, 7 зенитная | 14, 65, 79                       | 38, 80                           | 51, 81                           | 15, 42                           | 5, 6                             |  |

| Артиллерийские полки                         | Артиллерийские полки     | Артиллерийские полки | Артиллерийские полки                   | Артиллерийские полки | Артиллерийские полки    |  |
| Пушечные (в том числе армейские и корпусные) | Гаубичные                | Противотанковые      | Миномётные                             | Миномётные РС        | Зенитные                |  |
| -------------------------------------------- | ------------------------ | -------------------- | -------------------------------------- | -------------------- | ----------------------- |  |
| 12 гвардейский, 24, 28, 126, 453, 1486       | 101, 324, 577, 599, 1640 | 1, 2, 289, 380, 690  | 104, 127, 134, 174, 175, 184, 534, 567 | 38, 320, 321, 322    | 465, 474, 602, 632, 970 |  |

| Артиллерийские дивизионы и иные части | Артиллерийские дивизионы и иные части | Артиллерийские дивизионы и иные части | Артиллерийские дивизионы и иные части | Артиллерийские дивизионы и иные части | Артиллерийские дивизионы и иные части |  |
| Тяжёлые и большой мощности            | Противотанковые                       | Миномётные                            | Миномётные РС                         | Зенитные                              | Иные                                  |  |
| ------------------------------------- | ------------------------------------- | ------------------------------------- | ------------------------------------- | ------------------------------------- | ------------------------------------- |  |
| без номера, 2, 4, 532                 |                                       | 16, 47                                | 523, 524, 525, 526, 539, 540          | 70, 71, 72, 73, 89, 198, 613          |                                       |  |

| Танковые, механизированные, самоходно-артиллерийские соединения и части | Танковые, механизированные, самоходно-артиллерийские соединения и части | Танковые, механизированные, самоходно-артиллерийские соединения и части | Танковые, механизированные, самоходно-артиллерийские соединения и части | Танковые, механизированные, самоходно-артиллерийские соединения и части |  |
| Корпуса                                                                 | Бригады                                                                 | Полки                                                                   | Батальоны                                                               | Иные отдельные части                                                    |  |
| ----------------------------------------------------------------------- | ----------------------------------------------------------------------- | ----------------------------------------------------------------------- | ----------------------------------------------------------------------- | ----------------------------------------------------------------------- |  |
|                                                                         | 61, 152, 220, 222,                                                      | 31, 49 гвардейские                                                      | без номера, 84, 86 танковые, 1, 3 автобронетанковые                     | 3, 71, 72 бронепоездов, 28 бронепоезд, бронепоезд «Народный мститель»   |  |

| Военно-воздушные силы | Военно-воздушные силы | Военно-воздушные силы | Военно-воздушные силы | Военно-воздушные силы              |  |
| Корпуса               | Дивизии               | Бригады               | Полки                 | Иные отдельные части               |  |
| --------------------- | --------------------- | --------------------- | --------------------- | ---------------------------------- |  |
| не имелось            | не имелось            | не имелось            | 987                   | 12, 60 корректировочные эскадрильи |  |

| Инженерные, сапёрные, понтонно-мостовые и огнемётные части | Инженерные, сапёрные, понтонно-мостовые и огнемётные части | Инженерные, сапёрные, понтонно-мостовые и огнемётные части | Инженерные, сапёрные, понтонно-мостовые и огнемётные части | Инженерные, сапёрные, понтонно-мостовые и огнемётные части |  |
| Бригады                                                    | Инженерные батальоны                                       | Сапёрные батальоны                                         | Понтонно-мостовые батальоны                                | Огнемётные части                                           |  |
| ---------------------------------------------------------- | ---------------------------------------------------------- | ---------------------------------------------------------- | ---------------------------------------------------------- | ---------------------------------------------------------- |  |
|                                                            | 2, 53, 234, 325, 367,                                      | 2, 325, 367                                                |                                                            |                                                            |  |

### Помесячный боевой состав армии
| Помесячный боевой состав армии                                            | Помесячный боевой состав армии                                                   | Помесячный боевой состав армии | Помесячный боевой состав армии                                  | Помесячный боевой состав армии | Помесячный боевой состав армии | Помесячный боевой состав армии |
| Дата (в составе фронта)                                                   | Стрелковые и кавалерийские соединения                                            | Артиллерийские и миномётные соединения | Танковые и механизированные соединения                          | Авиация                        | Инженерные и сапёрные части    | Огнемётные части               |
| ------------------------------------------------------------------------- | -------------------------------------------------------------------------------- | --- | --------------------------------------------------------------- | ------------------------------ | ------------------------------ | ------------------------------ |
| 01.09.1941 (Ленинградский фронт)                                          | 70, 90, 168, 237 сд, 1, 4 сд НО, 2 сп (3 гв. сд НО), Слуцко-Колпинский УР        | 514 арт. бригада ПТО, 24 кап, 47 оминб | 84, 86 отб                                                      | -                              | -                              | -                              |
| 01.10.1941 (Ленинградский фронт)                                          | 70, 86, 90, 125, 168, 268 сд, 55 сп (17 сд), Слуцко-Колпинский УР                | 24 кап, 690 ап ПТО, 16, 47 оминб | 84, 86 отб                                                      | -                              | 2, 367 осб                     | -                              |
| 01.11.1941 (Ленинградский фронт)                                          | 70, 90, 125, 268 сд, 55 сп (17 сд), 7 бр. морской пехоты, 29 УР                  | 24 кап, 453 ап, 690 ап ПТО, 47 оминб, 198 озад | 84, 86 отб                                                      | -                              | 2, 367 осб                     | -                              |
| 01.12.1941 (Ленинградский фронт)                                          | 11, 43, 70, 85, 90, 125, 268 сд, 55 сп (17 сд), 7 бр. морской пехоты, 29 УР      | 24, 28 ап РВГК, 453, 690 ап ПТО, 47 оминб, 198 озад | 84, 86 отб, 3 отд. д-н бронепоездов                             | -                              | 2, 367 осб                     | -                              |
| 01.01.1942 (Ленинградский фронт)                                          | 11, 43, 56, 70, 72, 85, 90, 125, 177, 268 сд, 261, 267, 283, 289, 290 опулаб     | 24, 28 кап, 690 ап ПТО, 2 оадн о/м, 47 оминб, 198 озадн | 84, 86 отб, отд. бронепоезд «Народный мститель»                 | -                              | 2, 53 оиб, 325, 367 осб        | -                              |
| 01.02.1942 (Ленинградский фронт)                                          | 43, 56, 70, 72, 85, 90, 125, 268 сд, 261, 267, 283, 289, 290 опулаб              | 24, 28 ап, 690 ап ПТО, 2, 4 оадн о/м, 47 оминб, 70, 71 озадн | 84, 86 отб, обрп «Народный мститель» и 28 отд. бронепоезд       | -                              | 325 осб, 53, 367 оиб           | -                              |
| 01.03.1942 (Ленинградский фронт)                                          | 43, 56, 70, 72, 90, 125, 268 сд, 261, 267, 289, 290 опулаб                       | 101 гап, 690 ап ПТО, 47 оминб, 70, 71 озадн | 84, 86 отб, 28 отд. бронепоезд                                  | -                              | 53, 325, 367 оиб               | -                              |
| 01.04.1942 (Ленинградский фронт)                                          | 43, 56, 70, 72, 90, 125, 268 сд, 261, 267, 289, 290 опулаб                       | 12 гв. ап, 690 ап ПТО, 38 гв. мп, 47 оминб, 70, 71 озадн | 84, 86 отб, 28 отд. бронепоезд и бронепоезд «Народный мститель» | -                              | 325, 367 оиб                   | -                              |
| 01.05.1942 (Ленинградский фронт (Группа войск Ленинградского направления) | 43, 56, 72, 90, 125, 268 сд, 261, 267, 289, 290 опулаб                           | 12 гв. аап, 690 ап ПТО, 47 оминб, 70, 71 озадн | 84, 86 отб, 71 одн бронепоездов                                 | -                              | 325, 367 оиб                   | -                              |
| 01.06.1942 (Ленинградский фронт (Ленинградская группа войск)              | 43, 56, 72, 90, 125, 268 сд, 261, 267, 289, 290 опулаб                           | 12 гв. аап, 1, 2, 690 ап ПТО, 175 минп, 70, 71 озадн | 84 отб, 71 одн бронепоездов                                     | -                              | 325, 367 оиб                   | -                              |
| 01.07.1942 (Ленинградский фронт)                                          | 43, 56, 90, 268 сд, 33, 261, 267, 289, 290 опулаб                                | 12 гв. аап, 690 лап, 175 минп, 70, 71 озадн | 220 тбр, 71 одн бронепоездов                                    | -                              | 325, 367 оиб                   | -                              |
| 01.08.1942 (Ленинградский фронт)                                          | 43, 56, 90, 268 сд, 74 УР                                                        | 12 гв. аап, 690 иптап, 175 минп, 70, 71 озадн | 220 тбр, 71 одн бронепоездов                                    | 12, 60 каэ                     | 325, 367 оиб                   | -                              |
| 01.09.1942 (Ленинградский фронт)                                          | 43, 56, 85, 86, 90, 136, 268 сд, 11 сбр, 14 УР                                   | 12 гв., 28 аап, 380, 690 иптап, 175, 184 минп, 523, 524, 525, 526, 539 и 540 огв. тмдн, 474 зенап, 70, 71 озадн | 61, 220 тбр, отб (б/н), 71 одн бронепоездов                     | -                              | 325, 367 оиб                   | -                              |
| 01.10.1942 (Ленинградский фронт)                                          | 43, 72, 90, 136 сд, 14 УР                                                        | 12 гв. аап, 690 иптап, 175 минп, 474 зенап, 70, 71 озадн | 220 тбр, 71 одн бронепоездов                                    | -                              | 325, 367 оиб                   | -                              |
| 01.11.1942 (Ленинградский фронт)                                          | 43, 56, 72, 90 сд, 14 УР                                                         | 12 гв. аап, 126 пап, 690 иптап, 134, 175 минп, 474 зенап, 71 озадн | 220 тбр, 71 одн бронепоездов                                    | -                              | 325, 367 оиб                   | -                              |
| 01.12.1942 (Ленинградский фронт)                                          | 43, 56, 72, 90 сд, 14 УР                                                         | 12 гв. аап, 126 пап, 690 иптап, 134, 175 минп, 474 зенап, 71 озадн | 220 тбр, 71 одн бронепоездов                                    | -                              | 325, 367 оиб                   | -                              |
| 01.01.1943 (Ленинградский фронт)                                          | 43, 56, 72, 90 сд, 14 УР                                                         | 12 гв. аап, 126 пап, 690 иптап, 534 минп (ад б/н), 474 зенап, 71 озадн | 220 тбр, 71 одн брп                                             | 987 сап                        | 325, 367 оиб                   | -                              |
| 01.02.1943 (Ленинградский фронт)                                          | 45 гв., 43, 56, 72 сд, 14 УР                                                     | 12 гв. аап, 126 пап, 690 иптап, 534 минп, 474 зенап, 71 озадн | 71 одн брп                                                      | 987 сап                        | 325, 367 оиб                   | -                              |
| 01.03.1943 (Ленинградский фронт)                                          | 63 гв., 43, 46, 56, 72, 131, 268 сд, 56, 250 сбр, 34, 35 лыжбр, 39 оптб, 14 УР   | 81 пабр (28 ад), 12 гв. аап, 126, 1486 пап, 577 гап (80 габр), 599 гап, 324 гап БМ, отд. гауб. адн (б/н), 289, 690 иптап, 104, 127, 134, 534 аминп, 174, 175, 184 минп, 6 огв. мбр, 320, 322 гв. мп, 465 зенап (7 зенад), 474, 602, 970 зенап, 71, 72, 89 озадн                                                                | 222 тбр, 31 гв. отп, 1, 3 оабрб, 71 одн брп                     | 987 сап                        | 325, 367 оиб                   | -                              |
| 01.04.1943 (Ленинградский фронт)                                          | 45 и 63 гв., 13, 46, 72, 131, 189, 224, 268, 291 сд, 56, 250 сбр, 39 оптб, 14 УР | 18 ад (65 лабр, 51 пабр, 38 габр, 15 минбр), 28 ад (79 лабр, 81 пабр, 80 габр, 42 минбр), 12 гв. аап, 126 пап, 599 гап, 324 гап БМ, отд. гауб. адн (б/н), 289, 690 иптап, 127, 134, 534 аминп, 174, 175, 184 минп, 5, 6 гв. мбр, 38, 320, 322 гв. мп, 7 зенад (465, 474, 602, 632 зенап), 970 зенап, 71, 72, 73, 89, 613 озадн | 152, 220 тбр, 31, 49 гв. отп, 1, 3 оабрб, 71 одн брп            | -                              | 325, 367 оиб                   | -                              |
| 01.05.1943 (Ленинградский фронт)                                          | 13, 46, 72, 131, 196, 224, 291 сд, 14 УР, 39 оптб                                | 28 ад (79 лабр, 81 пабр, 80 габр, 42 минбр), 12 гв. аап, 126 пап, 1640 гап БМ, 289, 690 иптап, 127, 134 аминп, 175, 184 минп, 5, 6 гв. мбр, 38, 322 гв. мп, 7 зенад (465, 474, 602, 632 зенап), 970 зенап, 71, 72, 613 озадн                                                                                                   | 220 тбр, 1, 3 оабрб, 71 одн брп                                 | -                              | 325, 367 оиб                   | -                              |
| 01.06.1943 (Ленинградский фронт)                                          | 13, 46, 72, 131, 196, 224, 291 сд, 14 УР, 39 оиптб                               | 28 ад (79 лабр, 81 пабр, 80 габр, 42 минбр), 126 пап, 301 отпадн, 289, 690 иптап, 127, 134, 175 минп, 321, 322 гв. мп, 970 зенап, 71, 613 озадн | 152 тбр, 1 оабрб, 72 одн брп                                    | -                              | 325, 367 оиб                   | -                              |
| 01.07.1943 (Ленинградский фронт)                                          | 56, 85, 109, 125, 189 сд, 79 УР                                                  | 18 ад (65 лабр, 51 пабр, 38 габр, 15 минбр), 12 и 14 гв., 73, 1486 пап, 324 гап БМ, 304, 384, 509, 705, 760 иптап, 533, 534 минп, 320 гв. мп, 7 зенад (465, 474, 602, 632 зенап), 631 зенап, 72 озадн | 1 тбр, 49 гв. отп, 1439 сап, 2 оабрб, 72 одн брп                | -                              | 325, 367 оиб                   | -                              |
| 01.08.1943 (Ленинградский фронт)                                          | 13, 46, 72, 131, 196, 224, 291 сд, 14 УР                                         | 28 ад (79 лабр, 81 пабр, 80 габр, 42 минбр), 126 пап, 289, 690 иптап, 127, 134, 175 минп, 322 гв. мп, 970 зенап, 71, 613 озадн | 152 тбр, 1 оабрб, 71 одн брп                                    | -                              | 325, 367 оиб                   | -                              |
| 01.09.1943 (Ленинградский фронт)                                          | 13, 46, 131, 224, 291, 376 сд, 14 УР                                             | 28 ад (79 лабр, 81 пабр, 80 габр, 42 минбр), 289, 690 иптап, 532 отпадн, 127, 134, 175 минп, 322 гв. мп, 970 зенап, 71, 613 озадн | 152 тбр, 1 оабрб, 71 одн брп                                    | -                              | 325, 367 оиб                   | -                              |
| 01.10.1943 (Ленинградский фронт)                                          | 13, 46, 224, 291, 376 сд, 14 УР                                                  | 81 пабр, 289, 690 иптап, 532 отпадн, 567 минп (42 минбр), 127, 134, 175 минп, 322 гв. мп, 970 зенап, 71, 613 озадн | 152 тбр, 1 оабрб, 71 одн брп                                    | -                              | 325, 367 оиб                   | -                              |
| 01.11.1943 (Ленинградский фронт)                                          | 13, 46, 224, 291, 376 сд, 14 УР                                                  | 81 пабр, 289, 690 иптап, 532 отпадн, 127, 134, 175, 567 минп, 321 гв. мп, 970 зенап, 71, 613 озадн | 1 тбр, 49 гв., 222, 260 отп, 1439 сап, 2 оабрб, 72 одн брп      | -                              | 234, 325, 367 оиб              | -                              |
| 01.12.1943 (Ленинградский фронт)                                          | 13, 46, 224, 291, 376 сд, 14 УР                                                  | 81 пабр, 532 отпадн, 289, 690 иптап, 127, 134, 175, 567 минп, 321, 322 гв. мп, 970 зенап, 71, 613 озадн | -                                                               | -                              | 234, 325, 367 оиб              | -                              |